# Bandha
Bandha (av sanskrit: बन्ध binda, fånga, bromsa, hindra) är ett sätt att med muskelspänningar manipulera energier då man utövar yoga. Ibland översätts termen till lås, vilket kan ge det förenklade intrycket av att bandha handlar om att spänna eller låsa muskler vid specifika områden i kroppen. Enligt yogisk teori har dock aktiveringen av ett bandha omfattande effekter på kropp, andning (prana), sinne, psyke och själ.

## Tre bandha
Det finns tre bandha, vilka aktiveras i olika delar av kroppen:
- Moola-bandha, i mellangården
- Uddiyana-bandha, i solarplexus
- Jalandhara-bandha, i strupen

När alla dessa tre aktiveras samtidigt kallas det maha-bandha.